# Munina flavida
Munina flavida is een keversoort uit de familie bladkevers (Chrysomelidae). De wetenschappelijke naam van de soort werd in 1997 gepubliceerd door Yang & Yao in Yang, Li & Yao.